# Kodocha
Kodomo no Omocha (яп. こどものおもちゃ «Детская игрушка») — манга-сериал, автором которого является Михо Обана. В создании комикса ему помогала младшая сестра Каори Обана. Манга получила премию Коданся как лучшая сёдзё-манга 1998 года. В 2002 году манга публиковалась на территории США компанией Tokyopop, однако в 2006 году компания лишилась лицензии, и выпуск манги был приостановлен.
На основе сюжета манги студией Studio Gallop был выпущен аниме-сериал, который впервые транслировался по телеканалу TV Tokyo с 5 апреля 1996 по 27 марта 1998 года. Первая часть аниме была лицензирована для показа на территории США компанией FUNimation.

## Сюжет
Действие разворачивается вокруг Саны Кураты, ученицы начальной школы и начинающей актрисы. В её класс переводится мальчик-хулиган по имени Акито Хаяма. После того, как Сана узнаёт, что Акито шантажировал учителей, она решает отомстить ему. Сана узнаёт, что главная слабость Акито — высота. Так Сана совершает множество попыток насолить парню, а позже и сама прибегает к шантажу, пользуясь его фотографией. Однако спустя некоторое время Сана становится подругой Акито, а в дальнейшем и влюбляется в него.

## Список персонажей
Сана Курата (яп. 倉田 紗南 Курата Сана) — начинающая звезда, очень весёлая и энергичная. Её настоящая мать бросила девочку после рождения, после чего ее удочерила одинокая женщина. Очень упёртая и никогда не отступает от того, что начинает (особенно проявилось с Акито, который был сначала для неё врагом, потом другом, а в конечном счёте любимым, к началу учёбы в средней школе они уже стали парой). Сана снимается в популярных телевизионных шоу и художественных фильмах. Параллельно она должна выживать в мире поп-эстрады, так как всегда находятся соперники, ярые фанаты и, конечно, ложные слухи, а также менеджеры со злыми намерениями, которые пытаются переманить её. В 2009 году Сане 26 лет, она вышла замуж за Акито и родила дочь по имени Сури. До рождения дочери Сана и Акито много ссорились и хотели развестись, но после появления ребёнка помирились, однако всё равно продолжают спорить.
Сэйю: Сидзуэ Ода
Акито Хаяма (яп. 羽山 秋人 Хаяма Акито) — мальчик, который пришёл в класс Саны и начал издеваться над учениками и учителями. Он физически сильный и владеет карате. Живёт вместе со старшей сестрой, потому что его мать умерла при родах. С отцом имеет плохие отношения, но после того как Сана показала фильм о семье с такими же проблемами, отношения улучшились. Страдает акрофобией. Сначала Сана и Акито были непримиримыми врагами, но после того, как Сана узнала о его семейном прошлом, она решила поддерживать и помогать ему, позже они подружились. Влюбился в Сану после того, как посмотрел фильм, в котором она снималась. Несмотря на своё поведение, у Акито есть свой кодекс чести — не врать. Позже, вдохновлённый актёрской карьерой Саны, начинает заниматься карате профессионально и через 2 года становится чемпионом среди детей. В 2009 году ему 26 лет и он женат на Сане. Когда она заявляет о том, что беременна, Акито, опасаясь, что Сана умрёт при родах, как его мать, категорически отказывается иметь ребёнка и даже хочет развестись, но Сана благополучно рожает дочь Сари, и они остаются вместе.
Сэйю: Тацуя Накадзаки
Цуёси Оки (яп. 大木 剛 Ооки Цуёси) — лучший друг Акито в школе. Очень тихий и умный парень. Обычно крайне нежный и интеллигентный, но, когда входит в ярость, не может контролировать себя и его способен сдержать только Акито. Первоначально претендовал на сердце Саны, но позже влюбляется в другую. После развода родителей стал вынужден играть роль нового папы для своей младшей сестры.
Сэйю: Маюми Мисава
Фука Мацуи (яп. 松井 風花 Мацуи Фу:ка) — одноклассница Саны и её лучшая подруга. Изначально ненавидела Акито из-за того, что он украл у неё её первый поцелуй в детском саду и, как она сама сказала, расстроил её планы на будущее с другом детства Такаси, который сбежал от неё после случившегося. Позже замечает, что Акито не так противен, называет его спокойным и интересным, и даже начинает с ним встречаться. Сама Фука чем-то похожа на Сану. Перестала претендовать на сердце Акито, когда поняла, что он искренне любит Сану и при любых условиях не сможет её забыть. Позже стала встречаться с Такаси.
Сэйю: Харуми Икома
Наодзуми Камура (яп. 加村 直澄 Камура Наодзуми) — начинающий актёр, претендует на сердце Саны. В младенчестве они месяц провели в детском доме, пока её не удочерили. Позже делает больное решение отказаться от любви к Сане и стать просто ей другом. Улетает на съёмки в США для продвижения своей карьеры.
Мисако Курата (яп. 倉田 美紗子 Курата Мисако) — приёмная мать Саны. Она вышла замуж в 18 лет за мужчину, помешанного на азартных играх, и развелась с ним через 2 года. После этого решила быть собой и стала носить кимоно и странные причёски. Впервые заметила Сану младенцем, лежащей на скамейке, позже решает удочерить её. Мисако обещала стать известной писательницей и однажды найти настоящую маму Саны. Позже она получает награды за свои произведения. Однажды написала книгу «Моя дочь и Я» в надежде привлечь мать Саны. Мисако очень любит Сану, и, хотя и держит её в рамках дисциплины, даёт ей много свободы. Даже узнав о том, что у Саны появился бойфренд, она только поддержала дочь. В аниме играет более активную роль.
Сэйю: Хана Кино
Рэй Сагами (яп. 相模 玲 Сагами Рэй) — менеджер Саны. После того как расстался с Асако, отчислился из колледжа и узнал о смерти родителей, стал бездомным. Когда он просил милостыню на улицах, маленькая Сана привела его к себе домой. Пожив у Курат, он решил стать её менеджером. Сана начала питать к нему любовные чувства и считала Рэя своим парнем, но позже Акито сказал, что это всего лишь игра между взрослым и ребёнком, чем разочаровал её. Позже Рэй снова начал встречаться с Асако.
Сэйю: Рё Найто
Асако Куруми (яп. 来海 麻子 Куруми Асако) — популярная актриса. Была подругой Рэя, но бросила его, чтобы сосредоточиться на своей актёрской карьере. Однако она не знала о том, что Рэй остался без крова. Узнав, что он живёт у Саны, предложила ему вернуться, но Рэй отказался. Они вновь сошлись, только когда Сана отпустила его. 
Сэйю: Адзуса Накао

## Манга
| №                                                      | Заглавие                             | Японский                                | Английский                                 |
| ------------------------------------------------------ | ------------------------------------ | --------------------------------------- | ------------------------------------------ |
| 1                                                      | Welcome to the Jungle Gym            | Апрель 1995 г. ISBN 978-4-08-853791-7   | 11 июня 2002 г. ISBN 978-1-931514-50-7     |
| Главы 1–5                                              |                                      |                                         |                                            |
| 2                                                      | Love is in the Air Главы 1–5         | Сентябрь 1995 г. ISBN 978-4-08-853817-4 | 23 июля 2002 г. ISBN 978-1-931514-51-4     |
| 3                                                      | My Daughter and I                    | Февраль 1996 г. ISBN 978-4-08-853840-2  | 24 сентября 2002 г. ISBN 978-1-931514-52-1 |
| - Главы 1–5                                            |                                      |                                         |                                            |
| 4                                                      | New Beginnings                       | Июль 1996 г. ISBN 978-4-08-853867-9     | 19 ноября 2002 г. ISBN 978-1-931514-53-8   |
| - Главы 1–5 - Бонусный выпуск: "Oponchi Sisters"       |                                      |                                         |                                            |
| 5                                                      | Tabloid Romance                      | Декабрь 1996 г. ISBN 978-4-08-853892-1  | 14 января 2003 г. ISBN 978-1-59182-089-5   |
| - Главы 1–5                                            |                                      |                                         |                                            |
| 6                                                      | Fiery Feelings                       | Май 1997 г. ISBN 978-4-08-856016-8      | 15 апреля 2003 г. ISBN 978-1-59182-182-3   |
| - Главы 1–5 - Бонусный выпуск: "An Egg Full of Thorns" |                                      |                                         |                                            |
| 7                                                      | Star Crossed Lovebirds               | Октябрь 1997 г. ISBN 978-4-08-856042-7  | 6 мая 2003 г. ISBN 978-1-59182-183-0       |
| - Главы 1–5                                            |                                      |                                         |                                            |
| 8                                                      | From End to Beginning                | Март 1998 г. ISBN 978-4-08-856068-7     | 15 июль 2003 г. ISBN 978-1-59182-184-7     |
| - Главы 1–5 - Bonus Chapter: "Oponchi Monkeys"         |                                      |                                         |                                            |
| 9                                                      | The Day Sana Lost Her Smile (Part 1) | Август 1998 г. ISBN 978-4-08-856094-6   | 16 сентября 2003 г. ISBN 978-1-59182-185-4 |
| - Главы 1–6                                            |                                      |                                         |                                            |
| 10                                                     | The Day Sana Lost Her Smile (Part 2) | Январь 1999 г. ISBN 978-4-08-856119-6   | 11 ноября 2003 г. ISBN 978-1-59182-186-1   |
| - Главы 1–5                                            |                                      |                                         |                                            |

## OVA и аниме-сериал
OVA была выпущена в 1995 году по случаю 40-летия журнала Ribon.
Позже Studio Gallop выпустила аниме-адаптацию, состоящую из 102 телевизионных эпизодов, которые транслировались в сети TX Network еженедельно с 5 апреля 1996 года по 27 марта 1998 года. Вступительные тематические песни — «Семичасовые новости» (яп. 19時のニュース Дзю:кю:дзи но ню:су) группы TOKIO (эпизоды 1-44) и «Ультрарелакс» (яп. ウルトラリラックス Уруторарираккусу) в исполнении Томоэ Синохары (эпизоды 45-102); заключительные тематические песни — «Паника!» (яп. パニック! Паникку!) в исполнении Still Small Voice (эпизоды 1-39), «DAIJO-BU» в исполнении Томоко Хикиты (эпизоды 40-74) и «PINCH 〜Love Me Deeper〜» Рины Тинэн (эпизоды 75-102). Первый 51 эпизод охватывает сюжетную арку начальной школы, а оставшийся 51 эпизод — средней.

### Список серий
| 001 | Я учусь в начальной школе и у меня есть агент «Ватаси, химо иру сё:гакусэй» (私、ヒモいる小学生)                                                    | 5 апреля 1996 года    |
| Сана Курата — шестиклассница в школе Дзимбо и звезда телевизионного шоу. В её классе беспорядки из-за нарушителя спокойствия по имени Акито Хаяма. Когда Сана пытается защитить свою учительницу, Акито игнорирует её, и она начинает злиться. От разочарования Сана жалуется на Акито в своем телешоу, из-за чего на следующий день её обступают рассерженные мальчики из её класса. Пока Сана готовится «отбиться от них», появляется Акито и говорит одноклассникам оставить её в покое. Сана в недоумении: зачем он это сделал после того, что она сказала о нем по телевизору? | |                       |
| 002 | Наш класс — обезьянник «Кё:сицу маругото сару но яма» (教室まるごとサルの山)                                                                        | 12 апреля 1996 года   |
| Сана продолжает противостоять Акито, и девочки в классе присоединяются к ней. Реакция Акито удивляет и злит Сану ещё больше. Он причиняет боль одному из её друзей, и она даёт ему пощечину. Они противостоят друг другу в частном порядке и обмениваются угрозами. | |                       |
| 003 | Операция «глаза», «зубы» «Мэнтама хантама сакусэн да!» (目ン玉歯ン玉作戦だ!)                                                                        | 19 апреля 1996 года   |
| Сана узнает о слабости Акито, боязни высоты, и пытается использовать её, но не успевает всё продумать до конца. Она бросает вызов Акито и вызывает его на состязание, но в итоге проигрывает. Однако Рэй даёт ей ещё лучшую идею: сделать неловкую фотографию Акито для последующего шантажа. | |                       |
| 004 | Волк-одиночка, аууу! «Иппики ооками хю:руруру» (一匹狼ヒュールルル)                                                                                 | 26 апреля 1996 года   |
| Компромат подействовал: Акито перестал буянить, но за титул «обезьяньего короля» начал бороться другой мальчик. Они начинают ссориться, но Сана угрожает обнародовать фотографию Акито в случае драки. Сана настаивает, что насилие не выход. В конце концов она передумывает и позволяет Акито нанести один удар, который нокаутирует другого мальчика. | |                       |
| 005 | Куда это ты собрался, мистер темный и мрачный? «Хаяма гурэгурэ доко э ику» (羽山グレグレどこへ行く)                                                 | 3 мая 1996 года       |
| Сана получает представление о семье Акито как об очень отличающейся от её собственной. Она узнаёт, что мама Акито умерла, рожая его, а родная сестра винит его в её смерти. | |                       |
| 006 | Сумасшедший семейный кризис «оякодон» «Оякодон бака мадзукутэ куэн» (親子丼バカまずくて食えん)                                                      | 10 мая 1996 года      |
| Сана полна решимости произвести впечатление своей следующей работой в телевизионной драме, которая рассказывает о семье с проблемами, похожими на проблемы Акито. Она даже тащит отца Акито домой, чтобы он посмотрел это шоу, но не может заставить всю семью посмотреть его вместе. Акито исчезает. Обнаружив мальчика, Сана ведёт себя как её мать и понимает, что у него жар. После чего, к её радости, за Акито впервые приходит отец и забирает его домой. | |                       |
| 007 | Асако Куруми... соперница в любви! «Куруми курукуру койгатаки» (来海クルクル恋敵)                                                                   | 17 мая 1996 года      |
| Всякий раз, когда Сана встречает свою партнёршу по сериалу Асако, её менеджер Рэй куда-то исчезает. Затем Асако просит Сану поболтать с ней, и Сана соглашается. Рэй пытается отказаться отвезти её на встречу, притворяясь, что у него болит живот, но его разоблачают. Во время дружеской беседы Сана рассказывает, что ещё до того, как Рэй стал её менеджером, она нашла его бездомным бродягой, и Асако понимает, что Рэй — её бывший парень. Мы впервые видим Рэя без очков, а Сана заявляет, что у неё появилась соперница.                                                  | |                       |
| 008 | Первый поцелуй, пропитанный фруктовым соком «Дзю:су мамирэ но хацу киссу» (ジュースまみれの初キッス)                                                | 24 мая 1996 года      |
| Сана узнаёт, почему Рэй вёл себя так странно. Она думает, что экскурсия на башню планетария поможет ей забыть об этом. На верхних этажах Акито начинает тошнить. Сана подслушала, что сок помог одной девушке, которая чувствовала себя плохо. Сана бежит за соком, но на обратном пути к Акито спотыкается и проливает сок на него. Пока она вытирает с Акито сок, он целует её. | |                       |
| 009 | Двойная любовная проблема Саны «Пинтипинти но Сана но кой» (ピンチピンチの紗南の恋)                                                                 | 31 мая 1996 года      |
| Сана справляется со своим удивительным первым поцелуем; Асако навещает Рэй, а Мисако решает поговорить с Акито. | |                       |
| 010 | Любовь вылетела в окно, как перелетная птица «Кой ва пиёпиё тондэтта» (恋はピヨピヨとんでった)                                                      | 7 июня 1996 года      |
| Сана знакомится с Аоно, младшей сестрой Цуёси. Она решает преподнести Аоно приятный сюрприз, несмотря на возражения Акито. Сана узнает, что Рэй на самом деле не влюблён в неё. | |                       |
| 011 | Мистер Хаяма, вы настоящий отец «Тити ё, аната ва тити датта» (父よ、あなたは父だった)                                                              | 14 июня 1996 года     |
| Сана становится немного взрослее в отношении Асако и Рэя. В семье Хаяма чрезвычайная ситуация. Сана даёт Акито детскую сигнализацию. | |                       |
| 012 | На этот раз Сана одинокий волк «Кондо ва Сана га ронри: уруфу» (今度は紗南がロンリーウルフ)                                                         | 21 июня 1996 года     |
| Рэй организовывает Сане слишком много съёмок в рекламных роликах, и она забывает обещание, которое дала своим друзьям. Те очень злятся и делают из неё изгоя. Однако Акито и Цуёси вступаются за неё, и в конце концов друзья прощают Сану. | |                       |
| 013 | Развод и фамилия матери «Боку но намаэ га каваримасу» (僕の名前が変わります)                                                                        | 28 июня 1996 года     |
| Однажды Цуёси пропускает школу, и Акито с Саной собираются вместе, чтобы помочь своему другу. Родители Цуёси развелись, и его матери нужна была помощь при переезде. Очередная выходка Акито снова выводит Сану из себя. Цуёси шепчется с Саной, отчего Акито начинает ревновать. | |                       |
| 014 | Обещанное лето, часть 1 «Якусоку но нацу, соно зэмпэн» (約束の夏・その前編)                                                                         | 5 июля 1996 года      |
| Все радуются тому, что класс идёт в поход. На первый взгляд Сана выглядит весёлой, как обычно, но Акито замечает, что она волнуется. Сана беспокоится об обещании, которое она дала своей матери, выполнение которого может разрушить их счастливую жизнь. А суровая учительница Сумирэй Андо открывает для себя радости танца лимбо. | |                       |
| 015 | Обещанное лето, часть 2 «Якусоку но нацу, соно цудзуки» (約束の夏・その続き)                                                                        | 12 июля 1996 года     |
| Сана возвращается из поездки и узнаёт, что её следующей работой будет реклама с популярным актёром Наодзуми Камурой. | |                       |
| 016 | Два разбитых сердца «Докидоки футацу атта то са» (ドキドキふたつあったとさ)                                                                         | 19 июля 1996 года     |
| Сана приглашает одноклассников, учителей и Наодзуми посмотреть своё выступление в спектакле. После того, как Наодзуми на сцене дарит Сане букет цветов, Акито начинает ревновать и принимает важное решение в своей жизни. | |                       |
| 017 | Мамина книга сюрпризов «Аттотамагэта хаха но хон» (アッとたまげた母の本)                                                                            | 26 июля 1996 года     |
| Выходит эссе Мисако «Моя дочь и я». В книге говорится, что Сана была найдена брошенной. И Акито, и Наодзуми помогают Сане преодолеть давление пристального внимания средств массовой информации. | |                       |
| 018 | Двое играют в прятки «Харапэко футари га какурэмбо» (腹ペコ二人がかくれんぼ)                                                                        | 2 августа 1996 года   |
| Узнав о детстве Саны, Акито на велосипеде бросается к ней домой. Пулей проскочив мимо прессы и зевак, он врывается в дом, натянув Сане шапку на лицо, хватает и увозит её к себе, где Сана оста1тся на ночь. | |                       |
| 019 | Дочь плачет, мать плачет «Мусумэ накунаку хаха мо наку» (娘泣く泣く母も泣く)                                                                        | 9 августа 1996 года   |
| Сана встречает свою биологическую мать и сводную сестру. Сана хорошо проводит время со своей младшей сестрой в парке развлечений, но когда биологическая мать просит её переехать жить к ней, Сана отказывает и говорит, что больше никогда её не увидит. После этого Мисако и Сана беседуют по душам. | |                       |
| 020 | Супер веселое шоу-викторина Саны «Сана-тян куидзу дэ и: кандзи» (紗南ちゃんクイズでイー感じ)                                                        | 16 августа 1996 года  |
| Этот эпизод задуман как викторина, повторяющая историю с самого начала и до настоящего времени. Во время викторины Бэббит подшучивает над Саной. | |                       |
| 021 | Берегись! Мини-Акито Хаяма! «Сумо:ру сайдзу но Хаяма камо» (スモールサイズの羽山かも)                                                               | 23 августа 1996 года  |
| Сана вместе с Наодзуми посещает академию «Камура». Она встречает маленького мальчика, похожего на Акито, и проходит через цепочку событий, чтобы победить его. | |                       |
| 022 | Сердце каратиста, песнь уходящей в отставку «Каратэ на кокоро то интай сэнгэн» (カラテな心と引退宣言)                                               | 30 августа 1996 года  |
| Акито начинает изучать карате, но недоволен своими первыми уроками. Сана подумывает о том, чтобы бросить шоу-бизнес. | |                       |
| 023 | Солнышко, которое внезапно исчезает «Харэ токидоки юкуэ-фумэй» (晴れときどき行方不明)                                                               | 6 сентября 1996 года  |
| Сана помогает найти Марико. | |                       |
| 024 | Математический беспорядок «Сансу: дзинсэй пэкоратта:» (算数人生ボケラッター)                                                                        | 13 сентября 1996 года |
| Директор Нарунару отправляется в командировку, и Андо пользуется этой возможностью, чтобы пригрозить своему классу тем, что они не перейдут в среднюю школу! Сана бесится из-за своих математических способностей, и Акито снова становится «хулиганом». В классе появляется фотография Андо, танцующей лимбо, и, поддавшись порыву, она танцует прямо в классе. | |                       |
| 025 | Лекарство от душевной боли «Кокоро но кидзу но бансо:ко:» (心の傷のバンソーコー?)                                                                   | 20 сентября 1996 года |
| Из-за события в прошлом, которое произошло, когда Акито ещё хулиганил, Мами боится Акито, и Сана, конечно, пытается это исправить. | |                       |
| 026 | У каждой курицы есть свой день «Кокэкокко: но аса ва куру» (コケコッコーの朝は来る)                                                                 | 27 сентября 1996 года |
| Подарок Саны младшей сестре Цуёси Аоно, маленький цыплёнок, превратился в Пиёко. | |                       |
| 027 | Пожалей меня и подкинь немного бабла «До:дзё: мо ситэ канэ каситэ» (同情もしてカネかして)                                                           | 4 октября 1996 года   |
| Бывший муж Мисако, Рёсукэ, просит Сану об одолжении. Акито и Цуёси начинают беспокоиться о ней. | |                       |
| 028 | Романтическая песня о любви мистера Хаямы «Рабурабу Хаяма-тити но ута» (らぶらぶ羽山父の歌)                                                         | 11 октября 1996 года  |
| Сана и Цуёси посещают могилу матери Акито вместе с семьёй Хаяма в день, который также является днём рождения Акито. Сана, Цуёси и Нацуми встречают таинственную женщину, которую они считают новой девушкой отца Акито. | |                       |
| 029 | А вот и она, мамина мама «Яттэкимасита хаха но хаха» (やって来ました母の母)                                                                         | 18 октября 1996 года  |
| Мать Мисако Сидзука навещает Мисако и Сану в Токио. Бабушка Сидзука приводит с собой довольно много разных посетителей. Когда Мисако отказывается подыгрывать своей матери, та переключается на Сану. | |                       |
| 030 | Рэй в объятьях гордости «Ватаси но карэ ва ясэ гаман» (私の彼はやせ我慢)                                                                            | 25 октября 1996 года  |
| Асако снимается в мелодраме с популярным исполнителем Такуей Кимоти, из-за чего возникают слухи. Рэй расстраивается из-за любовной сцены. | |                       |
| 031 | Змея в корзине грязного белья «Хэби га досоку дэ дзи:кадзика» (へびが土足でヅーカヅカ)                                                              | 1 ноября 1996 года    |
| Папарацци по имени Куросаки полон решимости получить сенсационный материал о Сане. Он выводит Акито на тропу войны. | |                       |
| 032 | Папочка, ты попался! «Тити ё аната ва цукаматта» (父よあなたはつかまった)                                                                           | 8 ноября 1996 года    |
| Отца Цуёси бросают в тюрьму, из-за чего их с сестрой дразнят в школе. Цуёси хочет встретить отца, когда его тюремный срок истечёт. | |                       |
| 033 | Любовь со вкусом карри «Ай ва карэ: но адзи га сита» (愛はカレーの味がした)                                                                         | 15 ноября 1996 года   |
| Мальчики и девочки из шестого «В» распределяют работу по уборке школы после уроков битвой. Мицуя-сэнсэй принимает сторону девочек, а Танака-сэнсэй — мальчиков. Ая и Цуёси не могут вынести разлуки во время этой «битвы». Сана объявляет войну. | |                       |
| 034 | Три, два, один: пой! «Утаугокоро ва 3,2,1» (歌う心は3.2.1)                                                                                          | 22 ноября 1996 года   |
| Сегодня день рождения Дзэндзиро, поэтому Сана планирует устроить для него вечеринку. Параллельно этому Сану приглашают поучаствовать в одном телешоу, на съемках которого она встречает двух новых друзей. Одна из них — настоящая дива, которая презирает Сану. Её способность мгновенно испытывать счастье влияет на одну из девушек. | |                       |
| 035 | Причина для подарка «Пурэдзэнто ни ва вакэ га ару» (プレゼントにはワケがある)                                                                       | 29 ноября 1996 года   |
| Цуёси получает анонимный подарок. Он начинает избегать Аю, потому что влюбляется в любую девушку, которая делает ему подарок, и от этого ему стыдно. | |                       |
| 036 | Отвези меня в Кусацу! «Ватаси во Кусацу ни цурэтэттэ» (私を草津につれてって)                                                                        | 6 декабря 1996 года   |
| На зимних каникулах героям выпадает поездка в гостиницу с горячим источником «Курата» в Кусацу. Появление в ней семьи Хаяма ― сюрприз, специально подготовленный бабушкой-свахой. Акито и Сана подслушивают, как другая семья угрожает захватить гостиницу, потому что никто не хочет унаследовать её от семьи Саны, и подумывают о переезде туда. | |                       |
| 037 | Каратист и трубач соревнуются за поцелуй «Кису да татакаэ каратэ то раппа» (キスだ戦えカラテとラッパ)                                               | 13 декабря 1996 года  |
| Акито переживает из-за того, что не может выбрать подарок для Саны, а Сана переживает из-за работы. Рэй отвлекается, предвкушая свидание в канун рождества с Асако, а Наодзуми бросает вызов Акито. Поводом для переживаний Саны послужила сцена поцелуя с Наодзуми, но оказывается, что он всего лишь в щёчку. | |                       |
| 038 | Особенный рождественский поцелуй «Докидоки кису на Курисумасу» (どきどきキスなクリスマス)                                                           | 20 декабря 1996 года  |
| Сана устраивает рождественскую вечеринку. Акито не уверен, что купить для Саны, поэтому спрашивает совет у своего друга и сестры. Они оба говорят ему не переживать и предлагают подарить ей что-нибудь от всего сердца. Поэтому он идёт на вечеринку с пустыми руками. Когда Сана видит Акито, она делает ему подарок. В конце он лепит ей снеговика, который ей действительно нравится, а затем целует её и сразу убегает. Позже Сана удивляется, почему не уклонилась от его поцелуя.                                                                                            | |                       |
| 039 | 100 Хайя- Мотыльков/ Уга-Буга-Бу «Хяку-хики хаяга: римпунпун / Бабингабихингахомбабибо:» (100匹ハヤガーりんぷんぷん / ばびんがびひんがほんばびぼー) | 3 января 1997 года    |
| Два коротких рассказа: Хайя-мотылек превращает всех в мотыльков и ремикс первых двух эпизодов в доисторические времена. | |                       |
| 040 | Неожиданная нищета «Ару хи тоцудзэн иэнаки ко» (ある日突然家なき子)                                                                                 | 10 января 1997 года   |
| Семью Курата настигает полоса неудач. В то время как Сана и Мисако сохраняют оптимизм, Рэй сталкивается с большими препятствиями в работе менеджером Саны. | |                       |
| 041 | Он внёс меня в черный список! «Хосарэтятта но ано хито ни» (ホサレちゃったのあの人に)                                                               | 17 января 1997 года   |
| Сана не может найти работу. Но, похоже, за этим скрывается нечто большее. | |                       |
| 042 | А вот и крайний срок! «Симэкири гиригири кирикири май» (しめきりギリギリきりきりまい)                                                               | 24 января 1997 года   |
| Онда попросил Сану написать книгу. Сана под разными предлогами откладывает написание, пока не остается около недели до сдачи материала. И тогда она отчаянно пытается закончить книгу до истечения крайнего срока. | |                       |
| 043 | Разница в возрасте, какая разница «Оядзи но ё: на карэ датта» (オヤジのような彼だった)                                                              | 31 января 1997 года   |
| Журналисты считают Сану и Такэси отцом и дочерью, но Сана говорит, что это неправда, а затем заявляет, что они любовники. Родители Гоми, одноклассника Саны, давят на сына, чтобы он подал заявление в специализированную среднюю школу. Гоми решает вступить в банду. Слухи об этом разлетаются по всей школе, и другие ученики дразнят Гоми. Он обвиняет в этом Акито и вместе со своими новыми друзьями избивает его. | |                       |
| 044 | Куда ты катишься Гоми? «Гоми-кун Гоми-кун доко ику но» (五味くん五味くんどこ行くの)                                                                 | 7 февраля 1997 года   |
| Гоми совершает мелкую кражу и убегает, а владелец магазина пытается его догнать. Убегая, он сбивает с ног Акито и теряет краденое. Владелец магазина натыкается на сбитого с ног Акито, сидящего посреди разбросанного, украденного товара, и обвиняет в краже его. Позже Гоми узнает, что вовсе не Акито рассказал всем о том, что Гоми собирается перейти в специализированную среднюю школу. Гоми осознаёт, что он натворил, и признаётся в своем преступлении. | |                       |
| 045 | День святого Валентина с привкусом горечи «Хики комогомо но Барэнтайн» (悲喜こもごものバレンタイン)                                                 | 14 февраля 1997 года  |
| Такэси пропускает работу, заставляя всех думать, что он опять всё бросил. Сана отправляется на его поиски. | |                       |
| 046 | Может, я ошиблась? «Нигэта ватаси га варуй но ка» (逃げた私が悪いのか)                                                                              | 21 февраля 1997 года  |
| Книга Саны уже на полках магазинов, но о Мами в ней нет ни слова. | |                       |
| 047 | Под одной крышей с тобой «Аната то оннадзи янэ но сита» (あなたとおんなじ屋根の下)                                                                  | 28 февраля 1997 года  |
| Дом, в котором жила Сана, сносят, и следующую неделю семья Курата остаётся без крыши над головой. Мисако отправляется в поездку, чтобы подготовиться к написанию своей новой книги, а Рэй планирует пожить в отеле вместе с Саной, но у неё другие планы. | |                       |
| 048 | Папа, оказывается ты мой папа «Тити ё, аната га тити датта» (父よ、あなたが父だった)                                                                | 7 марта 1997 года     |
| Мисако узнает кое-что о Такэси. Позже Сана и Такэси отправляются снимать сцену для сериала, во время съёмок которой Такэси падает, и его увозит скорая. | |                       |
| 049 | Заключительная сцена «Корэ га футари но расуто си:н» (これがふたりのラストシーン)                                                                   | 14 марта 1997 года    |
| Такэси узнает, что Сана на самом деле его дочь. Он покидает больницу, чтобы переснять заключительную сцену сериала с Саной. В конце концов он умирает от хронической болезни с Саной на руках. | |                       |
| 050 | Сквозь слезы приходит весна «Намида нагарэтэ хару га куру» (涙なだれて春が来る)                                                                     | 21 марта 1997 года    |
| Подавленная смертью Такэси, Сана уезжает в горы, и Акито убеждает её вернуться домой. | |                       |
| 051 | Прощай прошлое, здравствуй будущее! «Кё: мадэ, соситэ асита кара» (今日まで、そして明日から)                                                        | 28 марта 1997 года    |
| Эпизод с воспоминаниями, в котором несколько друзей Саны собираются, чтобы обсудить её отношения с Акито. Все они носят маски, чтобы скрыть свою личность. | |                       |

| 052 | Я подружилась в школьном туалете «Тойрэ дэ дэатта дай синъю:» (トイレで出会った大親友)                                                            | 4 апреля 1997 года    |
| В первый день учёбы в средней школе Сана встречает в школьном туалете девочку Фуку. У них обнаруживается много общего, и они быстро становятся хорошими подругами. Фука даёт пощёчину Акито. | |                       |
| 053 | Поцелуй, который разрушил мою жизнь «Дзинсэй кэйкаку киссу дэ буссин» (人生計画キッスでブッツン)                                                  | 11 апреля 1997 года   |
| Фука рассказывает Сане, почему она дала пощёчину Акито, и о том, как он разрушил её жизнь, украв её первый поцелуй в детском саду. | |                       |
| 054 | Сана, которая совсем не понимает любовь «Кой ни ва хампа на Сана датта» (恋にはハンパな紗南だった)                                                | 18 апреля 1997 года   |
| Сана говорит Цуёси, что больше не верит в любовь из-за того, что случилось у неё с Рэем. | |                       |
| 055 | Актриса отправляется в горы на съемки фильма «Дзёю: ва ояма ни коморимасу» (女優はお山にこもります)                                               | 25 апреля 1997 года   |
| Сана уезжает снимать фильм в уединённый горный район. | |                       |
| 056 | Правда, правда, абсолютно точно, правда «Хонто ни хонто ни хонки ни хонто» (ホントにホントにホン気にホント)                                       | 2 мая 1997 года       |
| Группа прибывает на место съёмок. Во время съёмок Наодзуми долго пялится на Сану. Он говорит ей, что начинает в неё влюбляться. | |                       |
| 057 | Притвориться парнем из-за суши «Суси ни цурарэтэ усонко карэси» (スシにつられてウソンコ彼氏)                                                      | 9 мая 1997 года       |
| Фука просит Акито побыть её парнем и подкупает его суши, чтобы не потерять лицо перед своими старыми друзьями. | |                       |
| 058 | Романтика в горах «О-яма ни рабурабу атта то са» (お山にラブラブあったとさ)                                                                       | 16 мая 1997 года      |
| Наодзуми признаётся в своих чувствах Сане, но получает отказ. | |                       |
| 059 | Преодоление травмы «Кэга мо араси мо норикоэтэ» (ケガも嵐も乗り越えて)                                                                            | 23 мая 1997 года      |
| На Сану нападают фанатки Наодзуми из-за того, что тот в неё влюблён. | |                       |
| 060 | Осознание любви после того, как тебя бросили «Фурарэтэ кидзуйта кой мо ару» (フラれて気づいた恋もある)                                            | 30 мая 1997 года      |
| Сана узнаёт, что Акито встречается с её лучшей подругой Фукой. Благодаря Асако она понимает, что влюблена в Акито. И теперь её сердце разбито. | |                       |
| 061 | Я не буду плакать потому, что меня бросили «Фурарэтэ найтэру ватаси дзя най ё» (フラれて泣いてる私じゃないよ)                                     | 6 июня 1997 года      |
| Мама Саны навещает её на съёмочной площадке и пытается подбодрить. | |                       |
| 062 | Негасимый огонь этого лета «Моэцукитятта но котоси но нацу ва» (燃えつきちゃったの今年の夏は)                                                     | 13 июня 1997 года     |
| В сцене, где Сана должна выйти из горящего здания, ожидая сигнала к выходу, она начинает танцевать. После этого начинает сильно болеть её травмированная нога, что не даёт Сане ходить. | |                       |
| 063 | Не верьте слухам «Уваса ва синдзитя дамэ нано ё» (噂は信じちゃダメなのよ)                                                                         | 20 июня 1997 года     |
| Таблоиды напечатали, что Сана и Наодзуми собираются на свидание, и этому поверили все её друзья. Сана расстраивается из-за того, что её друзья верят СМИ, не уточнив у неё, правда ли это. Затем она убегает, а когда Акито догоняет её и спрашивает, из-за чего она так расстроена, Сана даёт ему пощёчину за то, что он ничего не понимает, и убегает. Это удивляет Акито. | |                       |
| 064 | Правда где-то там «Докка ни ару дэсё хонто но кото га» (どっかにあるでしょホントのことが)                                                         | 27 июня 1997 года     |
| Наодзуми в прямом эфире раскрывает правду о своих отношениях с Саной и о том, что ей нравится другой. Он говорит Сане, что так мстит ей за то, что она бросила его, хотя на самом деле он сказал это, потому что хочет, чтобы Сана и Акито были счастливы вместе, и он знает, что Сана никогда не признается сама. На следующий день Сана весь день избегает Акито в школе, и когда получает незначительную травму, то использует это как предлог, чтобы спрятаться в медпункте. Там она обнаруживает, что Акито спит на соседней кушетке. Сана пытается убежать, но он ловит её в коридоре рядом с медпунктом и требует объяснений. | |                       |
| 065 | Вот мы и расстаёмся «Соситэ футари ва ронгу байбай» (そして二人はロングバイバイ)                                                                  | 4 июля 1997 года      |
| После взаимных признаний Сана и Акито спорят, но их прерывает медсестра. В этот момент оказывается, что их разговор подслушала Фука, которая пришла узнать, почему Саны так долго нет. Сана не хочет терять лучшую подругу и пытается убедить Фуку, что её чувства к Акито уже в прошлом. В этот момент к ним подходит Акито. Ситуация запутывается ещё больше. Сана решает больше не видеться с ними обоими. Она подкарауливает Акито, возвращающегося после тренировки, говорит, что их отношения окончены, прощается с ним и убегает в слезах. Пытаясь забыть Акито, Сана с головой уходит в работу. | |                       |
| 066 | Бежим, бежим за океан «Нигэтяэ нигэтяэ уми коэтэ» (逃げちゃえ逃げちゃえ海越えて)                                                                  | 11 июля 1997 года     |
| Сана пытается забыть Акито, но у неё не получается. Акито тоже всё время думает о ней, попадая в разные неприятности. Вышедший в прокат фильм с участием Саны и Наодзуми имеет огромный успех. Обоим приходит письмо из Америки с приглашением поучаствовать в одном из Бродвейских мюзиклов. Зная о депрессии Саны, Наодзуми предлагает ей принять предложение. У шоу «Кодотя» («Детская игрушка»), в котором Сана начинала свою карьеру актрисы, меняется формат и оно становится передачей для женщин. Не сказав никому из друзей, Сана с Наодзуми отправляются в аэропорт. Друзья Саны настигают её в терминале и пытаются узнать, когда она вернется, но Сана сама не знает ответ на этот вопрос. В самом конце к остальным подходит Акито. Их взгляды встречаются, и тут Сана видит, что он выбрал Фуку. Наодзуми тоже это замечает и пытается утешить её. | |                       |
| 067 | Неизвестность в Нью-Йорке «Ню: Ё:ку ттара сасупэнсу» (ニューヨークったらサスペンス)                                                               | 18 июля 1997 года     |
| Когда Сана и Наодзуми приезжают в Нью-Йорк, начинают происходить странные вещи. В особняке, в котором их разместили, они встречают мальчика по имени Брэд, который выглядит так же, как Акито. Сане кажется, что она видела привидение. | |                       |
| 068 | Расследование тайн «Ватару сэкэн ва надзо бакари» (渡る世間は謎ばかり)                                                                            | 25 июля 1997 года     |
| Рэй отправляется в Голливуд, чтобы найти мистера Гамильтона, в то время как Сана и Наодзуми начинают репетиции. Сана получает травму, а Наодзуми доведён до предела. Брэд предупреждает Сану о том, что они стали мишенью. | |                       |
| 069 | У тебя тоже изумрудные глаза «Аната но хитоми мо эмэрарудо» (あなたの瞳もエメラルド)                                                              | 1 августа 1997 года   |
| Сана и Наодзуми истинную личность призрака. Это дочь Мишель, Сицилия. У Сицилии такие же изумрудные глаза, как у Наодзуми. Когда она указывает на это, её мама почему-то начинает злиться. Рэй возвращается из Голливуда и узнаёт, что на Сану и Наодзуми снова напали, поэтому все они решают переехать из особняка в отель. | |                       |
| 070 | Опасные чувства во время обеда «Рантитайму ва кикэн на кандзи» (ランチタイムは危険な感じ)                                                         | 8 августа 1997 года   |
| Сана, Рэй и Наодзуми проводят свою первую ночь в отеле. Наодзуми встречает странного мужчину, и как только незнакомец пытается раскрыть ему некий секрет, Рэй и Сана прерывают его. Пока Сана и Наодзуми репетируют, Рэй ищет квартиру. Сицилия сбегает из особняка к Наодзуми, а Брэд явно ревнует. Вскоре герои узнают, что он и стоит за всеми нападениями. На Сану и Наодзуми снова нападают, но их спасает мистер Гэри Гамильтон, который наконец-то вернулся из Голливуда. | |                       |
| 071 | Внезапное появление матери «Нэмими ни мидзу но хаха датта» (寝耳に水の母だった)                                                                   | 15 августа 1997 года  |
| Брэд рассказывает, почему терроризирует Сану и Наодзуми: он хотел оттолкнуть Наодзуми от Сицилии, так как она влюблена в Наозуми, но Брэду самому нравится Сицилия. Наодзуми встречает свою биологическую мать. | |                       |
| 072 | Моя раскрытая тайна «Сирисугитятта но ватаси но химицу» (知りすぎちゃったの私の秘密)                                                              | 22 августа 1997 года  |
| Брэд говорит Наодзуми, что Сицилия его родная сестра, поэтому они не смогут стать парой. Наодзуми убегает в слезах, и его чуть не сбивает машина. | |                       |
| 073 | Глупые американские родитель и ребенок «Амэрикан на бакаояко» (アメーリカンなバカ親子)                                                            | 29 августа 1997 года  |
| Сицилия повредила сухожилие на ноге и не может танцевать, из-за чего считает, что она никому не нужна и никто её не любит: в больнице она подслушала, как её мама сказала, что не хочет такую дочь, которая больше не может танцевать. Сана подбадривает её и объясняет Сицилии, что она не должна быть такой эгоистичной и избалованной. Тем временем мать Наодзуми, Юко, подозрительно себя ведёт. | |                       |
| 074 | Заговор матери «Хаха ва исоисо варукудакуми» (母はいそいそ悪だくみ)                                                                               | 5 сентября 1997 года  |
| Юко решила использовать Наодзуми в качестве инструмента, чтобы добиться своей славы. Она говорит Гэри, что сердце Наодзуми теперь принадлежит ей и что она оставит его в покое только в том случае, если Гэри даст ей одну из главных ролей в одном из десяти лучших бродвейских шоу. Гэри соглашается. | |                       |
| 075 | Где на Манхэттене моя дочь? «Мусумэ ё доко ни Манхаттан» (娘よどこにマンハッタン)                                                                 | 12 сентября 1997 года |
| Сицилия подслушивает разговор Юко с Наодзуми и узнаёт, что Наодзуми — её брат. Она убегает, и родители ищут её по всему Манхэттену. Каждый раз, когда они думают, что нашли её, оказывается, что это другой ребенок. | |                       |
| 076 | Может, нам вернуться домой, или нет? «Каэттяо: ка на каэро ка на» (帰っちゃおーかな帰ろかな)                                                      | 19 сентября 1997 года |
| Наодзуми узнаёт, что его мама просто использует его, чтобы «быть в центре внимания». Он крайне шокирован, и Сана спрашивает, не хочет ли он вернуться домой. Они решают вернуться в Японию. | |                       |
| 077 | Папа, это всё твоя вина «Папа ё, аната га варукатта» (パパよ、あなたが悪かった)                                                                   | 26 сентября 1997 года |
| Сана и Наодзуми передумывают возвращаться и уловками собирают всю семью Гамильтон в одном месте. Гэри, Мишель и Сицилия обсуждают все свои проблемы и становятся более дружной семьей. Гэри признаёт, что держать информацию о своих детях в тайне было ошибкой. | |                       |
| 078 | Первое и последнее сражение матери и сына «Сайсё дэ сайго но боси дэ кэнка» (最初で最後の母子でケンカ)                                            | 3 октября 1997 года   |
| Из-за своего скверного характера мать Наодзуми, Юко, упускает свой шанс стать звездой на Бродвее. Команда, с которой работает Юко, сердится на неё и увольняется, а спектакль отменяется, и она теряет рассудок. Парень Юко, Рик, не знает, что делать, поэтому он умоляет Наодзуми помочь ей. Но вместо того, чтобы помочь, Наодзуми вымещает на Юко весь свой гнев за то, что она всё время использует его. | |                       |
| 079 | Отец, который не способен быть отцом «Тити ни нарэнай тити мо ита» (父になれない父もいた)                                                         | 10 октября 1997 года  |
| Гэри публично признаётся, что Наодзуми — его сын, и что он собирается вырастить из него большую звезду. Однако Наодзуми не желает оставаться в Америке; он хочет вернуться в Японию, потому что никогда не думал о Гэри как о своем отце. | |                       |
| 080 | Ещё одна песня, 3-2-1 «Мо итидо утаттэ 3,2,1» (も一度歌って3・2・1)                                                                               | 17 октября 1997 года  |
| В Нью-Йорке приняли сумасшедший закон, запрещающий пение и музыку. Но Сана и Наодзуми продолжают петь и пытаются добиться отмены этого закона. Аую и Томоми (две других актрисы того же возраста, что и Сана) снова появляются в роли полицейских. | |                       |
| 081 | Здравствуй и прощай, моя любовь «Харо:, губбай, ватаси но кой» (ハロー・グッバイ・私の恋)                                                         | 24 октября 1997 года  |
| Сана и Наодзуми возвращаются в Японию на самолете. Этот эпизод — воспоминания обо всем, что произошло с Саной в начальной школе. К концу полёта герои понимают, что забыли предупредить о своём отлёте менеджера Наозуми. | |                       |
| 082 | После этого мы отлично поладили «Арэ кара утира ва и: кандзи» (あれからウチらはイー感じ)                                                          | 31 октября 1997 года  |
| После отлёта Саны и Наодзуми в Нью-Йорк Акито и все остальные продолжили свою обычную жизнь. Акито, кажется, начинает немного нравиться Фука. Акито и Фуку сфотографировали вместе для популярного подросткового журнала, и они становятся лучшей парой номера. | |                       |
| 083 | Возможно, все они лучшие пары «Бэсуто каппуру бакари ка мо» (ベストカップルばかりカモ)                                                            | 7 ноября 1997 года    |
| Друзья Саны приходят к ней в гости в честь её возвращения, и она объявляет, что теперь они с Наодзуми пара. | |                       |
| 084 | Опасный менеджер «Дзя:манэ-тян ва пи:типити» (ジャーマネちゃんはピーチピチ)                                                                       | 14 ноября 1997 года   |
| Наодзуми назначают нового менеджера, Рихо. Внешне Рихо кажется милой, но у неё есть скрытые мотивы. | |                       |
| 085 | Фраза, которую нельзя было произнести «Иэнэ: сэрифу мо атта то са» (言えねえセリフもあったとさ)                                                   | 21 ноября 1997 года   |
| Просматривая свои реплики для роли в фильме, Сана видит, что в одной сцене должна назвать другого персонажа дьяволом. Фука получает травму глаза, когда пытается помочь Акито побороть хулиганов в зале игровых автоматов, и Акито чувствует свою ответственность. | |                       |
| 086 | Всё становится яснее, когда ты не можешь видеть «Миэнакунаттара миэтэкита» (見えなくなったら見えてきた)                                           | 28 ноября 1997 года   |
| Теперь, когда Фука временно не может видеть, она понимает, что Сане всё ещё нравится Акито, и наоборот. Из-за этого она хочет порвать с Акито. | |                       |
| 087 | Бороться за отношения или покончить с ними? В какую сторону нам идти? «Тата-карэ ова-карэ доко э ику?» (たたカレおわカレどこへ行く?)              | 5 декабря 1997 года   |
| Фука говорит Акито, чтобы он больше не приходил и что она хочет порвать с ним. Расстроенный Акито бежит в парк, где сталкивается с Саной. Они почти признаются в своих чувствах друг к другу, но их прерывают. Рихо узнаёт от Рэя, почему Сане было трудно сказать «дьявол», и рассказывает об этом Наодзуми. | |                       |
| 088 | И вот этот день настал «Ицука кита но нэ конна хи га» (いつか来たのネこんな日が)                                                                  | 12 декабря 1997 года  |
| У Саны заканчиваются все съёмки, и она берёт перерыв и возвращается в школу. Когда она навещает Фуку, мама Фуки говорит Сане, что Акито и Фука расстались из-за её травмы. Наодзуми приходит к Сане домой и говорит, что им следует расстаться, так как она всё ещё любит Акито. | |                       |
| 089 | Аллилуйя в канун Рождества? Мое сердце... «Ив ни харэруя? Вага кокоро» (イヴにハレルヤ?我がココロ)                                                | 19 декабря 1997 года  |
| Время для небольшого самоанализа! За последний год в жизни Саны и её друзей столько произошло! Фука бросила Акито... Наодзуми бросил Сану... Выходит, у Саны всё ещё есть шанс с Акито?! Наодзуми звонит Акито и просит посмотреть премьеру сериала, роль в котором Сана потеряла, так как не смогла произнести свои реплики. Сана гуляет по местам, с которыми у неё связаны воспоминания о прошлогоднем Рождестве, и в парке натыкается на Акито, который снова слепил снеговика. Когда они уже собирались высказать свои чувства, их прервали Цуёси и остальные. Все играют в снежки. | |                       |
| 090 | Мама Хаямы — Меха-Хаяма «Мэка Хаяма хахахахахахаяма / Махо: но норой ва Бэбэн но Бэнки» (メカハヤマハハハハハハヤマ / 魔法の呪いはベベンのベンキ) | 30 декабря 1997 года  |
| В первой части отец Хаямы строит мать-робота, которая затем начинает разрушать Токио. Сана, девушка с магическими способностями, пытается победить Меха-Хаяму, но неожиданно её останавливает Акито. Во второй части Сана превращается в скунса, Акито — в свинью, Фука — в козла и т.д. Принц Наодзуми превратился в писсуар, и скунсу-Сане пришлось поцеловать его, чтобы снять заклятие. | |                       |
| 091 | Появление поклонника в начале Нового года «Акэмаситяттара фан га кита» (明けましちゃったらファンが来た)                                           | 9 января 1998 года    |
| Сана получает просьбу о помощи от незнакомца. Проведя небольшое расследование, Сана и Рэй обнаруживают необычное место с аббревиатурой F. C., что означает «Фан-Клуб» Саны. Члены фан-клуба разочарованы отсутствием у неё новых работ. | |                       |
| 092 | Непростое математическое видео «Титтомо кантан сансу: бидэо» (ちっともカンタン算数ビデオ)                                                         | 16 января 1998 года   |
| Сане предлагают поучаствовать в съемках образовательного видео, но она не понимает предмета, о котором собирается рассказывать другим детям. | |                       |
| 093 | Появляется человек с тем же именем, что и у меня «Оннадзи намаэ дэ дэтэимасу» (おんなじ名前で出ています)                                          | 23 января 1998 года   |
| Сана получает странное письмо от кого-то, кто использует её имя. Фальшивая Сана рассылает письма бывшим режиссёрам, актёрам и продюсерам настоящей Саны. | |                       |
| 094 | Воскрешение «Кодотя» «Корогэтэ хадзикэря Кодотя на хару ё» (転げてハジケりゃこどちゃな春よ)                                                       | 30 января 1998 года   |
| Сана и Дзэндзиро воссоединяются в новой серии телепередач «Кодотя» («Детская игрушка»). | |                       |
| 095 | Снова вместе «Осамаримасита нэ мото но Сая» (おさまりましたね元のサヤ)                                                                            | 6 февраля 1998 года   |
| Такаиси и Фука теперь оба одиноки, смогут ли Сана и Дзендзиро сыграть в купидона и помочь им снова быть вместе? | |                       |
| 096 | Взрослая любовь может подождать «Маттэтэ сугу ику отона но кой» (待っててスグ行く大人の恋)                                                        | 13 февраля 1998 года  |
| Асако готовится уехать в Лондон, но Рэй не готов ради неё отказаться от своей карьеры. Неужели это конец их отношениям? | |                       |
| 097 | Взять взаймы для счастья «Сиавасэ кэйкаку, канэкаситэ» (しあわせ計画・金貸して)                                                                   | 20 февраля 1998 года  |
| Бывший муж Мисако снова вернулся, чтобы попросить денег. Но на этот раз он выглядит серьезно. По крайней мере, он так думает... | |                       |
| 098 | Когда моя сестра влюбилась «О-нэ-тян тара кой моё:» (お姉ちゃんたら恋模様)                                                                        | 27 февраля 1998 года  |
| Сестра Акито влюбляется в «идеального» парня. Но похоже, что он — настоящий плейбой и встречается со многими другими девушками... | |                       |
| 099 | Приходите посмотреть на нашу секцию каратэ «Каратэ-бу ёйтоко тёто ойдэ» (カラテ部ヨイトコちょとオイデ)                                            | 6 марта 1998 года     |
| Сана хочет открыть в школе секцию каратэ ради Акито. Однако для этого нужно по крайней мере пять членов и преподаватель-консультант. К героям присоединяется Накао (мальчик, оказавшийся однокласником Акито), и Акито помогает ему в обучении карате. Когда они заканчивают тренировку, Сана, Исида и Акито идут перекусить и празднуют день рождения Саны. Дома Накао падает в обморок. | |                       |
| 100 | Исчезновение губок для стирания с доски «Кокубан кэси га киэтэита» (黒板消しが消えていた)                                                         | 13 марта 1998 года    |
| Школьная жизнь Накао тяжела и безрадостна, его никто не замечает, даже учителя. Из-за этого он не может найти смысла в своем существовании и решает похоронить себя заживо в заброшенном северном крыле школы с губками для доски. | |                       |
| 101 | Троица исчезает вместе «Саннин сороттэ киэтэита» (三人そろって消えていた)                                                                         | 20 марта 1998 года    |
| Другие дети начали плохо отзываться об Акито, Сане и классе 6 «В» начальной школы Дзимбо, и только Фука вступилась за них. Сана и Акито застряли в окне и не могут позвать на помощь, но друзья заметили их исчезновение и предупредили преподавателей. Пытаясь помочь им выбраться из окна, Накао падает без сил. | |                       |
| 102 | Все хорошо, что хорошо кончается! «Кодотя ва цудзуку ё докомадэмо:» (こどちゃは続くよどこまでもーー)                                              | 27 марта 1998 года    |
| Заговор злого Сэнгоку-сэнсэя с целью изгнать Акито раскрыт, и он решает уйти со своего поста. Акито и Сана целуются в последний раз за сюжет аниме, и Акито говорит, что после того, как он получит свой чёрный пояс по каратэ, ему будет что сказать Сане. Сана говорит, что тоже кое что скажет Акито. | |                       |